# Ctenus serrichelis
Ctenus serrichelis är en spindelart som beskrevs av Cândido Firmino de Mello-Leitão 1922. 
Ctenus serrichelis ingår i släktet Ctenus och familjen Ctenidae. Inga underarter finns listade i Catalogue of Life.